# 工藤忠
工藤 忠（くどう ちゅう、初名は工藤 鉄三郎（くどう てつさぶろう）、のち満洲国執政溥儀から「忠」名を与えられて、戸籍上も工藤忠に改名。1882年（明治15年）12月10日 - 1965年（昭和40年）12月18日）は、明治、大正、昭和期におけるアジア主義者の大陸活動家（大陸浪人）及び満州国の政治家。満州国の侍衛長。最終階級は満州国侍衛処長、宮内府顧問官。

## 人物・生涯
青森県北津軽郡板柳町小幡の富農、文右衛門の三男に生まれる。東京に出てから陸羯南の影響を強く受け、大陸問題に関心を持ち、東京の順天中学校卒業前に一度大陸へ渡る。1905年（明治38年）専修学校中退後、山田良政を慕ってサハリン経由で大陸に渡り、中国における活動を行い、第二革命のとき革命運動に身を投じ、その後升允に出会ってから復辟派となり、清朝の復活運動を甘粛省方面などで行い、東亜同文会の辺境通信員として膨大な記録も残している。1928年（昭和3年)6月の張作霖爆殺事件ではいち早く詳細な情報を日本政府首脳に伝えた。1931年（昭和6年)11月10日の溥儀の天津脱出の際、溥儀説得役になり、満洲まで随従した。軍歴が無いにもかかわらず、1932年（昭和7年）に満州国「侍従武官」(中将)に就任し、ついで「侍衛長」(「侍衛官長」「侍衛処長」)となる。関東軍が軍人でない工藤を排除しようとしたので、執政（のち皇帝）溥儀は工藤を護り、かつ工藤を自分の側から離さないという意向を強く示すため、昭和7年「忠」の名を賜った。工藤鉄三郎は1935年（昭和10年）に戸籍上も工藤忠に改名した。
同郷の青森県出身者に対する面倒見がよく、新京（現在の長春）の自宅は浪人長屋とも呼ばれていた。1942年（昭和17年）5月には、著名人多数の署名を集めて中国国民党との停戦を目的とした建白書を東条英機内閣に提出した。戦後、東京裁判で溥儀が証言した際、工藤は傍聴し、さらに溥儀を擁護するため『皇帝溥儀』を出した。また晩年にはアジアへの謝罪のため台湾に行った。
溥儀は関東軍の事実上の指揮下にあり、とくに関東軍の現役将校で皇帝の御用掛だった吉岡安直は、その行動や発言に対し「助言」するなど、溥儀は皇帝の称号こそあるにしろ事実上日本及び関東軍の傀儡政権であった。その中で工藤忠は常に溥儀の意向を受けて活動し、溥儀に忠誠を尽くした（以上は主として山田勝芳『溥儀の忠臣・工藤忠』による）。
溥儀からはは絶大な信頼を受けていたらしく、その著書「わが半生・下巻」では「（工藤は）どこでも私の側に立って発言した。ひそかに関東軍にたいする不満をもらしたことさえあった。あるとき私は茶碗のお茶の色がおかしいように思い、何者かが毒を入れたのではないかと考えて、持って行って検査させようとした。このとき工藤はすぐに茶碗をとりあげるとお茶を一気に飲んでしまった。私が執政になったのち、彼は私を「皇上陛下」と呼ぶ唯一の日本人であり、しかも常に関東軍の横暴に不満をもらし、私がきっと「大清皇帝」の名と位を回復することが出来る、信ずると言っていた。彼の示した忠心は、もっとも典型的な遺臣たちにも決して劣るものではなかったので、私は彼に「忠」の名を賜って改名させ身内として扱ったのである。彼も感激の涙を流し、死をもって忠を尽くし永世変らないことを誓った。」とある。　

### エピソード
- サハリン経由で大陸に渡るため、凍結した間宮海峡を徒歩で横断した。
- 日露戦争直前、北京にいた日本の特務活動に参加してハルビンで破壊工作しようとしたが、重い脚気にかかり、参加できず日本に帰国した。
- 1932年に一時帰国した際、国体擁護連合会が日比谷松本楼で歓迎会を開催した。
- 昭和10年（1935年）4月13日、満州国皇帝となった溥儀が来日したとき、工藤忠が満州国皇帝の特使として川島芳子邸を訪れている。
- 戦後、東京裁判では新聞記者と偽り出廷した溥儀の証言を傍聴している。

## 栄典・授章・授賞
- 1937年（昭和12年）2月23日 - 勲五等瑞宝章・昭和六年乃至九年事変従軍記章[1]

## 生家
2007年7月26日、生家が整備され資料館「工藤忠閣下生家・皇帝の森」として開館。当時の礼服、満州国皇帝との写真などが展示されている。

## 著作物
- 『皇帝溥儀　私は日本を裏切ったか』1952年。全国書誌番号:53001398
- 「皇帝溥儀は何を考えていたか」『文藝春秋』第34巻第9号、文芸春秋社、1956年、258-266頁。NCID AN00278208